# Gran Premio Industria Commercio Artigianato Carnaghese 2011
Il Gran Premio Industria Commercio Artigianato Carnaghese 2011, quarantesima edizione della corsa e valida come evento dell'UCI Europe Tour 2011 categoria 1.1, si svolse il 25 agosto 2011 su un percorso di 199,7 km. Fu vinta dall'italiano Giovanni Visconti che terminò la gara in 4h43'52", alla media di 42,21 km/h.
Partenza con 145 ciclisti, dei quali 80 portarono a termine il percorso.

## Ordine d'arrivo (Top 10)
| Pos. | Corridore               | Squadra       | Tempo    |
| ---- | ----------------------- | ------------- | -------- |
| 1    | Giovanni Visconti       | Farnese Vini  | 4h43'52" |
| 2    | Simone Ponzi            | Liquigas      | a 1"     |
| 3    | Manuel Belletti         | Colnago       | s.t.     |
| 4    | Gianluca Brambilla      | Colnago       | s.t.     |
| 5    | Carlos Alberto Betancur | Acqua & Sap.  | s.t.     |
| 6    | Jure Kocjan             | Type 1-Sanofi | a 2"     |
| 7    | Davide Rebellin         | Miche         | s.t.     |
| 8    | Andrea Piechele         | Colnago       | s.t.     |
| 9    | Miguel Ángel Rubiano    | D'Angelo      | s.t.     |
| 10   | Daniele Colli           | Geox-TMC      | s.t.     |